# Amour secret
Ne doit pas être confondu avec Amour secret (telenovela).
Pour plus de détails, voir Fiche technique et Distribution.
Amour secret (Stille Liebe) est un film dramatique suisse allemand coécrit et réalisé par Christoph Schaub, sorti en 2001.

## Synopsis
Ayant l'habitude de joindre un village en vélo où elle prend par la suite un train pour gagner un foyer pour sans-abri de Zurich, une jeune nonne sourde Antonia (Emmanuelle Laborit) tombe sous le charme de Mikas, un voleur à la tire lituanien également sourd (Lars Otterstedt), avec qui elle peut finalement communiquer en langue des signes et qui va l'accompagner doucement à l'extérieur des murs du couvent…

## Fiche technique
- Titre original : Stille Liebe
- Titre international : Secret Love
- Titre français : Amour secret
- Réalisation : Christoph Schaub
- Scénario : Peter Purtschert et Christoph Schaub
- Direction artistique : Monika Bregger
- Costumes : Dorothee Schmid
- Photographie : Thomas Hardmeier
- Son : Bela Golya
- Montage : Fee Liechti
- Musique : Antoine Auberson
- Production : Marcel Hoehn
- Société de production : T&C Film AG ; Schweizer Radio und Fernsehen et Teleclub AG (coproductions)
- Société de distribution : Columbus Film AG (Suisse), Est-Ouest Distribution (France)
- Pays d'origine :  Suisse alémanique
- Langue originale : allemand et langue des signes allemande ; anglais et lituanien
- Format : couleur
- Genre : drame
- Durée : 90 minutes
- Dates de sortie :
  - Québec : août 2001 (Festival des films du monde de Montréal)
  - Suisse alémanique : 22 novembre 2001
  - France : 3 décembre 2003

## Distribution
- Emmanuelle Laborit : Antonia
- Lars Otterstedt : Mikas
- Renate Becker : Oberin Verena
- Wolfram Berger : Fritz
- Renate Steiger : Schwester Maya
- Yevgeni Sitokhin : Joris

## Distinctions

### Nominations
- Festival des films du monde de Montréal 2001 : Grand Prix des Amériques pour Christoph Schaub
- Prix du cinéma suisse 2001 : Meilleur film de fiction pour Christoph Schaub